# Svazek obcí regionu Novojičínska
Svazek obcí regionu Novojičínska je dobrovolné sdružení čtyř obcí v okrese Nový Jičín. Základem spolku byl „Svazek obcí povodí Jičínky“ vzniklý ke konci roku 2004, jehož účelem byla koordinace a společný postup členských obcí v oblasti přípravy a realizace kanalizací v těchto obcích. Vzhledem k tomu, že se ke spolku připojilo i město Kopřivnice, došlo v březnu roku 2006 k přejmenování spolku. Původní záměr spolku však zůstal.

## Členové spolku
- Kopřivnice
- Mořkov
- Nový Jičín
- Životice u Nového Jičína